# Hemistola insolitaria
Hemistola insolitaria là một loài bướm đêm trong họ Geometridae.